# Abdel Rahman Al-Bakr
Abdel Rahman Al-Bakr (en arabe : عبد الرحمن البكر), né en 1988, est un nageur égyptien.

## Carrière
Abdel Rahman Al-Bakr dispute les Jeux de la solidarité islamique de 2005 à La Mecque, où il remporte la médaille d'argent des relais 4 x 100 mètres nage libre et 4 x 200 mètres nage libre et la médaille de bronze du 100 mètres nage libre.
Il est médaillé de bronze des relais 4 x 100 mètres nage libre, 4 x 100 mètres quatre nages et 4 x 200 mètres nage libre aux Championnats d'Afrique de natation 2006 à Dakar.
Aux Jeux panarabes de 2007 au Caire, il obtient la médaille d'argent des relais 4 x 100 mètres nage libre, 4 x 100 mètres quatre nages et 4 x 200 mètres nage libre. 